# Stazione di Edenlandia
La stazione di Edenlandia è una fermata ferroviaria posta lungo la ferrovia Cumana, nel quartiere napoletano di Fuorigrotta.
Prende il nome dal parco di divertimenti Edenlandia situato di fronte all'ingresso della stazione sul viale Kennedy.